# (8670) 1991 OM1
A (8670) 1991 OM1 a Naprendszer kisbolygóövében található aszteroida. Henri Debehogne fedezte fel 1991. július 18-án.